# Iván Wild
Iván Wild (Barranquilla, 26 de febrero de 1976) es un cineasta colombiano, reconocido principalmente por su película Edificio Royal (2013) y por figurar en otras producciones cinematográficas de su país como Los viajes del viento (2009), El faro (2014) y Canción de Iguaque (2017).

## Carrera
Wild nació en la ciudad de Barranquilla en 1976. En 1994 inició estudios en Comunicación Social en la Universidad del Norte. Por esa época empezó a escribir guiones y cuentos. Tras graduarse, complementó sus estudios realizando talleres y seminarios de realización cinematográfica.
A mediados de la década de 1990 inició su experiencia en el cine, dirigiendo y produciendo algunos cortometrajes con los que incluso llegó a ganar concursos en su país. En el año 2000 se involucró en la dirección de Pequeño cielo roto, laureado cortometraje que hizo parte de selecciones especiales en festivales de Colombia y Venezuela.
En 2003 ofició como guionista en la película de Roberto Flores 2600 metros. Ese mismo año trabajó con el reconocido director Ciro Guerra en su película La sombra del caminante, repitiendo su colaboración con Guerra en Los viajes del viento de 2009. En 2013 tuvo su primera oportunidad como director de largometrajes con la película Edificio Royal, que contó con las actuaciones de Jorge Perugorría, Katherine Vélez, Laura García, Jaime Barbini y Fabio Restrepo. Edificio Royal fue exhibida en importantes eventos como el Festival de Cine de Biarritz en Francia, el Festival de Nuevo Cine Latinoamericano de La Habana, el Festival de Cine de Cartagena de Indias y el Festival de Cine de Viña del Mar.
En 2017 se involucró en el proyecto Canción de Iguaque, del director Juan Manuel Benavides, en el cargo de montajista.

## Filmografía destacada

### Como director
- Edificio Royal (2013)
- Antes de la fiesta (2017)
- El buen verdugo (2018)

### Como montajista
- La sombra del caminante (2004)
- Sin regreso (2009)
- Los viajes del viento (2009)
- El faro (2014)
- Canción de Iguaque (2017)
- Golán (2024)

### Como guionista
- 2600 metros (2003)